# 克拉珊人
克拉珊人，是伏尔加鞑靼人的分支。他們主要分布於韃靼斯坦共和國，烏德穆爾特共和國、巴什科爾托斯坦共和國，車里雅賓斯克。
他們是被伊凡雷帝在16世紀強行基督教化的韃靼人，2010年人口普查記錄320,000克拉珊人分布在俄羅斯。
他們和俄羅斯人通婚十分普遍。